# 森田俊介
森田 俊介（もりた しゅんすけ、1952年（昭和27年）12月4日 - ）は、日本の政治家。福岡県朝倉市長（2期）、福岡県議会議員、甘木市議会議員などを歴任した。

## 来歴
福岡県朝倉市出身。父親は衆議院議員の森田欽二。福岡県立朝倉高等学校、成蹊大学法学部卒業。
1983年から福岡県旧甘木市議会議員を2期務め、1991年から福岡県議会議員を5期（甘木市選挙区）務めた。県議時代は自由民主党に所属した。
合併特例債の使途が争点となった2010年（平成22年）4月の選挙で前副市長、前市議を破り、朝倉市長に初当選、4月23日、第2代市長に就任した。2014年（平成26年）の市長選では対立候補が無く、無投票当選した。
2018年（平成30年）2月15日、脳梗塞により入院。入院が長引き定例議会も欠席した。これがために次期市長選出馬を断念し、4月22日の任期満了をもって退任した。